# Polícias (série de televisão)
Polícias é uma série portuguesa transmitida pela RTP entre 3 de Outubro de 1996 e 17 de Abril de 1997. Da autoria de Luís Filipe Costa e Francisco Moita Flores, foi realizada por Jorge Paixão da Costa. A série é composta por duas fases: a primeira, com 18 episódios e a segunda com 8. Cada episódio durava, aproximadamente, 50 minutos.

## Sinopse
Esta saga policial trata de uma reflexão sobre a violência, ao mesmo tempo que nos dá uma perspetiva do aspeto sociológico de uma Lisboa noctívaga. Foi dividida em duas fases: A primeira fase retrata o caso do Estripador de Lisboa; a segunda teve como base uma série de crimes causados por um gang que se especializava em carjacking e violação de mulheres.
A ação decorre do quotidiano de uma brigada de polícia, com a novidade de uma agente, que luta por um tratamento de igualdade. Além disso, a tónica desta série de ação conta-nos as vidas pessoais dos agentes da lei, o seu lado humano e como se debatem para enfrentar uma violência quotidiana.

## Elenco
- António Cerdeira - Raul
- João Lagarto - Casimiro
- Luís Esparteiro - Diogo
- Manuel Cavaco - Inspetor Luís Alvim
- Maria João Luís - Rita
- Orlando Costa - Chefe Juvenal Casaquinhas
- Paulo Matos - Jorge
- Vítor Norte - Sebastião

Elenco Adicional:
- Canto e Castro - Rufino
- Sílvia Rizzo - Dra. Mariana
- Elsa Valentim - Ana
- Virgílio Castelo - Norberto
- Paula Mora - Ofélia Casaquinhas
- Sofia Sá da Bandeira - Eunice
- Durval Lucena - Foguete
- Pedro Górgia - Isidoro
- Myriam Xafrêdo dos Reis - Inês

Participações Especiais:
- Amadeu Caronho - Estripador
- Carlos Zel - Fadista
- Henrique Viana - Jerónimo
- Rui Fernandes - Inspetor
- Ana Brito e Cunha - Passageira
- Sylvie Rocha - Úrsula
- Catarina Avelar - Mãe de Úrsula
- Márcia Breia - Teresa
- Aristides Teixeira - Manuel
- Jorge Almeida - Caroço
- António Banha - Jacinto
- Camacho Costa - Joaquim
- Maria João Abreu - Mulher de Joaquim
- António Aldeia - Taxista
- Armando Cortez - Raimundo
- Carlos Santos - Merceeiro
- Joaquim Rosa - Diretor da PJ
- Sérgio Godinho - Jornalista
- Benjamim Falcão - Ambrósio
- Carmen Santos - Sr.ª Menezes
- Guilherme Filipe - Médico
- Helena Laureano - Margarida
- Vera Mónica - Xana
- Manuela Carona - Prostituta
- Vítor de Sousa - Menezes
- José Gomes - Oliveira
- Sara Norte - Sara
- Mané Ribeiro - Prostituta
- Rosa Villa - Augusta
- José Raposo
- Ângela Pinto - Esmeralda
- António Cordeiro - Simões
- Carlos César - António Sargento
- Jorge Sequerra - Ladrão
- Maria Tavares - Rute
- Morais e Castro - Engraxador
- Rui Mendes - Ângelo
- Vítor Rocha - Riacho
- Vítor Emanuel - Penalti
- Anita Guerreiro - Joaquina
- Luís Mascarenhas - Américo
- José Meireles - Teixeirinha
- Luís Vicente - Venâncio
- Maria José
- Ângelo Torres - Amante de Bia
- Cucha Carvalheiro - Bia
- Carlos Rodrigues - Funcionário do IML
- Ana Paula Mota - Prostituta
- Jorge Silva - Médico legista
- Rui Luís - Asdrúbal
- Gonçalo Waddington - João Luís da Silva
- Francisca Zambito - Prostituta
- Igor Sampaio - Fanicos
- Zita Duarte - Guarda prisional
- Filomena Gonçalves - Ermelinda
- Paula Marcelo - Secretária de Mariana
- Helena Ramos - Jornalista
- Alexandre de Sousa - Evaristo Onofre
- Ricardo Monteiro - Santos
- Ruy de Carvalho - Joaquim
- Carlos Paulo - Álvaro Lampreia
- Carlos Miguel - Damião
- Estrela Novais - Eva
- Fernanda Lapa - Tia de Rita
- João D'Ávila - Tio de Rita
- Natália Luiza - Eduarda
- Rui Paulo - Navalhas
- Adriana Barral - Cristina
- Suzana Borges - Mulher
- José Eduardo
- Jorge Paixão da Costa - Sinfrónio
- Júlio César - Xerife
- Paula Pedregal - Vítima
- Ana Bustorff - Vítima
- António Assunção - Alfaiate
- Fernando Luís - João das Neves
- Lia Gama - Tia de Raul
- Almeno Gonçalves - Assaltante
- Fátima Belo - Assaltante
- Rita Alagão - Toxicodependente

## Curiosidades
- Foi reposta várias vezes: pela RTP1, em 2007, durante as madrugadas; a cada segunda-feira, pelas 22h, na RTP Memória, entre 13 de Junho a 5 de Setembro de 2011, em episódios de cerca de 90 minutos de duração, formados por dois da transmissão original, com um pequeno intervalo entre os mesmos; em 2013, 2015, 2018 e 2021, pelo mesmo canal.
- Pouco depois da transmissão da série na RTP Memória, em 2011, o caso do Estripador de Lisboa foi reaberto pela PJ, na vida real, e ganhou, novamente, peso na comunicação social.
- A música do genérico, bem como aquelas que acompanhavam as cenas de suspense, foram compostas por António Victorino de Almeida.
- Originalmente, a série foi transmitida pela RTP1, às quintas-feiras, pelas 23h.

## Ligações Externas
- Polícias no site da RTP